# Marguerite Courtot
Marguerite Courtot, all'anagrafe Marguerite Gabrielle Courtot (Summit, 20 agosto 1897 – Long Beach, 28 maggio 1986), è stata un'attrice statunitense.
In alcuni film, apparve semplicemente come Miss Courtot.

## Biografia
Nata nel New Jersey da famiglia di origine francese, Marguerite Courtot da piccola lavorò come modella. Nel 1912, ancora quattordicenne, andò a lavorare per la Kalem Company. Nel marzo del 1913, girò il suo primo film, The War Correspondent diretto da Robert G. Vignola. Tra il 1913 e il 1916, fece 37 film per la Kalem, incluso The Ventures of Marguerite, un serial avventuroso di cui fu protagonista.
Dopo aver lasciato la Kalem, Courtot interpretò The Dead Alive per la Gaumont. Fece numerosi film per la Famous Players Film Company di Jesse L. Lasky e per case di produzione più piccole. La maggior parte del 1918, Marguerite la passò a promuovere gli sforzi bellici degli Stati Uniti nella prima guerra mondiale. Alla fine della guerra, ritornò al cinema, alla Pathé. Ebbe dei ruoli secondari nei serial The Sky Ranger e The Yellow Arm.
Nel 1922, mentre stava lavorando a I maestri di rampone, Marguerite iniziò una relazione con un collega, l'attore Raymond McKee. I due si sposarono il 23 aprile 1923: dopo aver completato due film, Marguerite si ritirò dalle scene, dedicandosi alla famiglia. Il loro matrimonio durò più di sessant'anni: Raymond morì nel 1984, Marguerite due anni dopo a Long Beach a 89 anni. Vennero sepolti insieme al Riverside National Cemetery di Riverside, in California.

## Riconoscimenti
- Young Hollywood Hall of Fame (1908-1919)

## Filmografia
La filmografia è completa. Quando manca il nome del regista, questo non viene riportato nei titoli

### Attrice
- The War Correspondent, regia di Robert G. Vignola - cortometraggio (1913)
- The Grim Toll of War, regia di Kenean Buel - cortometraggio (1913)
- The Wartime Siren, regia di George Melford - cortometraggio (1913)
- The American Princess, regia di Marshall Neilan - cortometraggio (1913)
- The Fire-Fighting Zouaves, regia di George Melford - cortometraggio (1913)
- The Fighting Chaplain, regia di George Melford (1913)
- Man's Greed for Gold, regia di Robert G. Vignola - cortometraggio (1913)
- The Infamous Don Miguel, regia di Kenean Buel (1913)
- Shenandoah, regia di Kenean Buel (1913)
- Breaking Into the Big League (1913)
- The Fatal Legacy (1913)
- The Riddle of the Tin Soldier (1913)
- The Vampire, regia di Robert G. Vignola (1913)
- The Octoroon, regia di Sidney Olcott (1913)
- The Hand Print Mystery, regia di Robert G. Vignola (1914)
- Chest of Fortune (1914)
- The Swamp Fox (1914)
- Neptune's Daughter[2], regia di Herbert Brenon (1914)
- A Celebrated Case, regia di George Melford (1914)
- Home Run Baker's Double, regia di Kenean Buel (1914)
- The Show Girl's Glove, regia di Robert G. Vignola (1914)
- Through the Flames, regia di Robert G. Vignola (1914)
- Kit, the Arkansaw Traveler, regia di Kenean Buel (1914)
- The Green Rose, regia di Kenean Buel (1914)
- The Barefoot Boy, regia di Robert G. Vignola (1914)
- The Dancer, regia di Robert G. Vignola (1914)
- Fate's Midnight Hour, regia di Kenean Buel (1914)
- The Girl and the Stowaway, regia di Kenean Buel (1914)
- The Riddle of the Green Umbrella, regia di Kenean Buel (1914)
- The Girl and the Explorer, regia di Tom Moore (1914)
- The Prodigal, regia di Tom Moore (1914)
- The Price of Silence, regia di Kenean Buel (1914)
- The Black Sheep, regia di Tom Moore (1914)
- Our Daily Bread (1915)
- The Adventure at Briarcliff, regia di Tom Moore (1915)
- The Cabaret Singer, regia di Tom Moore - cortometraggio (1915)
- The Secret Room, regia di Tom Moore (1915)
- The First Commandment, regia di Tom Moore (1915)
- Poison, regia di Tom Moore (1915)
- The Girl and the Bachelor, regia di Tom Moore (1915)
- The Third Commandment, regia di Tom Moore (1915)
- The Black Ring, regia di Tom Moore (1915)
- Prejudice, regia di Tom Moore (1915)
- The Seventh Commandment, regia di Tom Moore (1915)
- In Double Harness, regia di Tom Moore (1915)
- For High Stakes, regia di Harry O. Hoyt (1915)
- The Vanderhoff Affair, regia di Robert G. Vignola (1915)
- The Pretenders, regia di Robert G. Vignola (1915)
- By Whose Hand?, regia di Hamilton Smith - cortometraggio (1915)
- The Ventures of Marguerite (serial), regia di Robert Ellis, John Mackin e Hamilton Smith (1915)
- The Lurking Peril, regia di Robert Ellis (1916)
- The Dead Alive, regia di Henry J. Vernot (1916)
- Feathertop, regia di Henry J. Vernot (1916)
- Rolling Stones, regia di Dell Henderson (1916)
- The Kiss, regia di Dell Henderson (1916)
- Crime and Punishment, regia di Lawrence B. McGill (1917)
- The Natural Law, regia di Charles H. France (1917)
- The Unbeliever, regia di Alan Crosland (1918)
- The Perfect Lover, regia di Ralph Ince (1919)
- Globe trotter per amore (Bound and Gagged), regia di George B. Seitz (1919)
- I denti della tigre (The Teeth of the Tiger), regia di Chester Withey (1919)
- The Undercurrent, regia di Wilfrid North (1919)
- L'oro dei pirati (Pirate Gold), regia di George B. Seitz (1920)
- Velvet Fingers, regia di George B. Seitz (1920)
- La rosa di Cadice (Rogues and Romance), regia di George B. Seitz (1920)
- The Yellow Arm, regia di Bertram Millhauser (1921)
- Oltre l'arcobaleno (Beyond the Rainbow), regia di William Christy Cabanne (Christy Cabanne) (1922)
- The Cradle Buster, regia di Frank Tuttle (1922)
- Silas Marner, regia di Frank P. Donovan (1922)
- I maestri di rampone (Down to the Sea in Ships), regia di Elmer Clifton (1922)
- Jacqueline, or Blazing Barriers, regia di Dell Henderson (1923)
- Outlaws of the Sea, regia di Jack Okey (1923)
- The Steadfast Heart, regia di Sheridan Hall (1923)
- Men, Women and Money (1924)

### Film o documentari dove appare Marguerite Courtot
- Tom Moore, Episodio TV di "This Is Your Life" (1954)